# Storholmen, Sjundeå
Storholmen är en ö i Finland. Den ligger i sjön Lappträsk och i kommunen Sjundeå i den ekonomiska regionen  Helsingfors  och landskapet Nyland, i den södra delen av landet, 30 km väster om huvudstaden Helsingfors. Öns area är 4,3 hektar och dess största längd är 340 meter i nord-sydlig riktning.